# Severino Bernardini
Severino Bernardini (31 marzo 1966) è un ex maratoneta, mezzofondista e fondista di corsa in montagna italiano.

## Biografia
Nel 1987 ha partecipato ai Mondiali di corsa campestre, piazzandosi in trentaseiesima posizione; nel 1989 ha partecipato ad un secondo Mondiale di corsa campestre, terminando la gara in settantottesima posizione.
Nel 1990 con il tempo di 41'56" ha vinto la medaglia d'oro nella distanza corta ai Mondiali di corsa in montagna, vincendo inoltre anche la medaglia d'oro a squadre.
Nel 1992 ha partecipato ai Mondiali di mezza maratona, piazzandosi in ventottesima posizione con il tempo di 1h02'28"; l'anno seguente ha invece vinto una medaglia d'argento nella Coppa del Mondo di maratona, insieme anche ad una medaglia d'argento a squadre.
Nel 1994 ha partecipato agli Europei gareggiando nella maratona, ritirandosi però a gara in corso.
Nel 1996 ha partecipato nuovamente ai Mondiali di corsa in montagna, vincendo una medaglia d'argento individuale ed una medaglia d'oro a squadre.

## Palmarès
| Anno | Manifestazione                | Sede          | Evento         | Risultato | Prestazione | Note |
| ---- | ----------------------------- | ------------- | -------------- | --------- | ----------- | ---- |
| 1987 | Mondiali di cross             | Varsavia      | Corsa seniores | 36º       | 37'45"      |      |
| 1987 | Mondiali di cross             | Varsavia      | A squadre      | 4º        | 223 p.      |      |
| 1989 | Mondiali di cross             | Stavanger     | Corsa seniores | 78º       | 42'38"      |      |
| 1989 | Mondiali di cross             | Stavanger     | A squadre      | 8º        | 318 p.      |      |
| 1990 | Mondiali di corsa in montagna | Telfes        | Distanza corta | Oro       | 41'56"      |      |
| 1990 | Mondiali di corsa in montagna | Telfes        | A squadre      | Oro       | 6 p.        |      |
| 1992 | Mondiali di mezza maratona    | South Shields | Individuale    | 28º       | 1h02'28"    |      |
| 1992 | Mondiali di mezza maratona    | South Shields | A squadre      | 5º        | 3h06'29"    |      |
| 1994 | Europei                       | Helsinki      | Maratona       | dnf       | dnf         |      |
| 1996 | Mondiali di corsa in montagna | Telfes        | Corsa seniores | Argento   | 58'42"      |      |
| 1996 | Mondiali di corsa in montagna | Telfes        | A squadre      | Oro       | 24 p.       |      |

## Campionati nazionali
1984
- 10º ai campionati italiani juniores di corsa campestre - 22'01"

1986
- 4º ai campionati italiani assoluti, 10000 m piani - 29'03"69
- 9º ai campionati italiani di corsa campestre - 35'29"

1987
- 6º ai campionati italiani assoluti, 10000 m piani - 29'39"72
- 6º ai campionati italiani di corsa campestre - 32'28"

1988
- 5º ai campionati italiani assoluti, 10000 m piani - 28'53"61

1990
- Oro ai campionati italiani assoluti di maratona - 2h11'53"
- 11º ai campionati italiani di corsa campestre - 36'00"

1992
- 25º ai campionati italiani di corsa campestre

1994
- 9º ai campionati italiani assoluti, 10000 m piani - 29'37"80

1996
- Bronzo ai campionati italiani di corsa in montagna - 43'26"

## Altre competizioni internazionali
1985
- 10º al Cross di Cossato ( Cossato) - 29'42"

1986
- 6º alla Stramilano ( Milano) - 1h03'23"
- Argento alla Mezza maratona di Monza ( Monza) - 1h03'50"
- 4º a La Caminaa ( Navazzo), 11,25 km - 34'46"
- 26º alla Cinque Mulini ( San Vittore Olona) - 32'50"
- 12º al Campaccio ( San Giorgio su Legnano)
- 6º al Cross Country dell'Altopiano ( Clusone) - 28'49"
- 24º a L'Equipe Crosscountry ( Parigi) - 24'06"

1987
- 4º alla Stramilano ( Milano) - 1h04'16"
- 4º al Giro Podistico di Rovereto ( Rovereto), 9,1 km - 27'04"

1988
- 6º al Giro podistico internazionale di Pettinengo ( Pettinengo), 13 km - 38'28"
- 7º alla Corrida d'Octodure ( Martigny), 9,6 km - 28'58"
- Bronzo al Trofeo Palafitta di Ledro ( Molina di Ledro), 9 km - 26'14"
- 15º alla Cinque Mulini ( San Vittore Olona) - 34'09"
- 9º al Cross di Alà dei Sardi ( Alà dei Sardi) - 33'59"
- 6º al Cross della Vallagarina ( Villa Lagarina) - 28'33"

1989
- 11º alla Stramilano ( Milano) - 1h04'04"
- 6º alla Mezza maratona di Lucca ( Lucca) - 1h04'22"
- 4º al Giro Podistico di Rovereto ( Rovereto) - 29'41"
- 4º al Gran Premio Internazionale di Calabria ( Siderno), 9 km - 26'23"
- 4º al Trofeo Città di Trecastagni ( Trecastagni), 9 km - 27'25"
- 6º alla Corsa di Santo Stefano ( Bologna), 5 miglia - 24'13"
- 4º al Cross di Alà dei Sardi ( Alà dei Sardi) - 33'10"

1990
- Oro alla Maratona d'Italia ( Carpi) - 2h11'53"
- 11º alla Stramilano ( Milano) - 1h03'26"
- 4º al Giro Podistico di Rovereto ( Rovereto) - 29'42"
- 6º alla Cinque Cascine ( Monza), 9 km - 26'18"
- 6º alla Corsa di Santo Stefano ( Bologna), 5 miglia - 23'45"
- 6º alla Scarpa d'oro ( Vigevano), 8 km - 23'42"
- Bronzo alla Gonnesa Corre ( Gonnesa), 7 km
- 23º alla Cinque Mulini ( San Vittore Olona) - 32'16"
- 9º al Cross di Alà dei Sardi ( Alà dei Sardi) - 31'51"
- 9º al Cross della Vallagarina ( Villa Lagarina) - 29'36"

1991
- 8º alla Maratona d'Italia ( Carpi) - 2h12'52"
- Bronzo alla Mezza maratona di Monza ( Monza) - 1h03'57"
- 8º alla Mezza maratona di Verona ( Verona) - 1h05'42"
- Bronzo al Miglianico Tour ( Miglianico), 18 km - 53'20"
- 9º alla Dieci Miglia del Garda ( Navazzo), 10 miglia - 49'31"
- 9º alla Montefortiana Turà ( Monteforte d'Alpone), 10,6 km - 30'17"
- Bronzo al Giro delle Mura ( Feltre), 8 km - 25'31"
- 18º alla Cinque Mulini ( San Vittore Olona) - 33'56"
- 7º al Cross della Vallagarina ( Villa Lagarina) - 28'05"

1992
- 14º alla Maratona di New York ( New York) - 2h14'46"
- Bronzo alla Maratona di Torino ( Torino) - 2h14'21"
- 4º alla Mezza maratona di Monza ( Monza) - 1h03'16"
- 5º al Miglianico Tour ( Miglianico), 18 km - 54'30"
- 4º al Gran Premio Undici Ponti di Comacchio ( Comacchio), 9,5 km - 28'30"
- Bronzo alla Cagliari Corre ( Cagliari), 8 km - 23'41"
- 4º alla Scarpa d'Oro ( Vigevano), 8 km - 23'45"
- 9º al Campaccio ( San Giorgio su Legnano) - 35'03"
- 9º al Cross della Vallagarina ( Villa Lagarina) - 29'21"
- 14º al Cross del Gigante ( Inverigo) - 31'40"
- 4º al Cross dei Campioni ( Cesena) - 29'18"

1993
- Argento in Coppa del mondo di maratona ( San Sebastián) - 2h10'12"
- Argento a squadre in Coppa del mondo di maratona ( San Sebastián) - 6h32'41"
- 8º alla Maratona di Boston ( Boston) - 2h12'56"
- 5º alla Roma-Ostia ( Roma) - 1h03'08"
- 6º alla Mezza maratona di Lucca ( Lucca) - 1h04'12"
- 6º al Giro podistico internazionale di Pettinengo ( Pettinengo), 13 km - 36'45"
- 11º al Giro podistico internazionale di Castelbuono ( Castelbuono)
- Argento alla Corrida d'Octodure ( Martigny), 9,57 km
- 6º alla Corsa di Santo Stefano ( Bologna), 5 miglia - 24'15"
- 5º al Campaccio ( San Giorgio su Legnano) - 35'03"
- 10º al Cross del Gigante ( Inverigo) - 30'18"
- Bronzo al Cross del Sud ( Lanciano) - 22'40"

1994
- 18º alla Stramilano ( Milano) - 1h04'08"
- 6º alla Mezza maratona di Ravenna ( Ravenna) - 1h05'26"
- Oro alla Vivicittà Bologna ( Bologna), 12 km - 35'12"
- 14º alla BOclassic ( Bolzano) - 29'42"
- 8º al Gran Premio Undici Ponti di Comacchio ( Comacchio), 9,5 km - 29'15"
- 19º al Campaccio ( San Giorgio su Legnano) - 39'48"

1995
- 7º alla Maratona di Venezia ( Venezia) - 2h11'02"
- 10º alla Maratona di Torino ( Torino) - 2h16'14"
- 21º alla Mezza maratona di Lisbona ( Lisbona) - 1h04'40"
- 17º alla Mezza maratona di Camaiore ( Camaiore) - 1h04'48"
- Bronzo alla Mezza maratona di Bologna ( Bologna) - 1h05'32"
- 16º al Miglianico Tour ( Miglianico), 10,5 km - 32'25"
- 11º al Campaccio ( San Giorgio su Legnano) - 36'02"

1996
- 9º alla Maratona di Parigi ( Parigi) - 2h14'31"
- 13º alla City-Pier-City Loop ( L'Aia) - 1h04'06"
- Oro alla Mezza maratona di Gravellona Toce ( Gravellona Toce) - 1h04'23"
- 19º alla Selinunte Run ( Trapani), 16,3 km - 48'27"
- 6º alla Dieci Miglia del Garda ( Navazzo), 10 miglia - 49'28"
- 6º alla Scarpa d'oro ( Vigevano), 8 km - 24'13"
- 10º alla Tre Fontane ( Crodo), 8 km - 24'23"
- 20º al Crosscountry del Gigante ( Inverigo) - 32'35"

1997
- Argento alla Maratonina della Pace ( Villa Lagarina) - 1h04'16"
- 12º al Giro podistico internazionale di Pettinengo ( Pettinengo), 12 km - 36'55"
- 21º alla BOclassic ( Bolzano) - 30'09"
- 5º alla Strapiacenza ( Piacenza) - 30'28"
- 6º alla Corrida d’Octodure ( Martigny), 9,6 km - 28'42"
- 9º alla Scarpa d'oro ( Vigevano), 8 km - 24'11"
- 15º al Cross della Vallagarina ( Villa Lagarina) - 29'49"

1998
- 16º al Giro al Sas ( Trento), 10,9 km - 32'59"
- 15º al Giro Media Blenio ( Dongio) - 30'28"
- 14º al Giro podistico internazionale di Pettinengo ( Pettinengo), 9,5 km - 28'06"

1999
- 9º alla Corrida d’Octodure ( Martigny), 10,4 km - 32'15"
- 25º al Campaccio ( San Giorgio su Legnano) - 37'08"
- 11º al Cross della Vallagarina ( Villa Lagarina) - 28'40"
- Oro al Cross International Satus ( Ginevra)

2000
- 18º alla Mezza maratona del Garda ( Gargnano) - 1h05'17"
- 14º al Giro Media Blenio ( Dongio) - 30'50"
- 6º al Trofeo San Vittore ( Tonadico), 9,1 km - 29'04"
- Argento al Cross International Satus ( Ginevra) - 29'08"

2001
- 16º al Giro Media Blenio ( Dongio) - 30'47"